# 网页浏览器列表

网页浏览器时间线

以下是知名的网页浏览器的列表。

## 歷史

### 知名的发行版本
按照发行时间排序
- WorldWideWeb，1990年2月25日
- Mosaic，1993年4月22日
- Netscape Navigator 和 Netscape Communicator，1994年10月13日
- Internet Explorer，1995年8月16日支援到2022年6月15日
- Opera，1996年
- Mozilla Application Suite，2002年6月5日[1]
- Safari，2003年1月7日
- Mozilla Firefox，2004年11月9日
- Google Chrome，2008年9月2日
- Microsoft Edge，2015年7月9日
- Vivaldi，2016年4月6日[2]

## 排版引擎
- Trident，微软开发，用于Windows系统上的Internet Explorer 4到Internet Explorer 11。當Internet Explorer停止開發時連同Trident停止開發。
- WebKit，是KHTML的一个分支，由Apple Inc.开发，用于Safari，早期的Chromium和Google Chrome。
- Blink，是WebKit的一个分支，由Google开发，用于Chromium，Google Chrome、Microsoft Edge、Opera[3]和Vivaldi (瀏覽器)。
- Gecko，Mozilla Foundation开发。
- Goanna，是Gecko的一個分支，由Moonchild Productions開發。
- KHTML，KDE项目开发。
- Presto，Opera Software为Opera浏览器而开发。当Opera浏览器转移至Blink引擎时停止了开发。
- Tasman，微软开发，用于Internet Explorer 5 for Macintosh。
- Servo，是一个实验性质的引擎，由Mozilla和Samsung联合开发。
- EdgeHTML，微软开发，用于Edge。是Trident的分支。当Edge浏览器转移至Blink引擎时停止了开发。

## 可以显示图形的
開發中／維護中的專案標示為粗體字

### 基於Trident排版引擎
- 360安全浏览器
- AOL Explorer（英语：AOL Explorer）
- Bento Browser
- GreenBrowser
- Internet Explorer
- MediaBrowser（英语：MediaBrowser）
- MenuBox（英语：MenuBox）
- MSN Explorer（英语：MSN Dial-up）
- NeoPlanet（英语：NeoPlanet）
- NetCaptor
- RealPlayer
- SlimBrowser（英语：SlimBrowser）
- Tencent Traveler
- TomeRaider
- UltraBrowser
- WebbIE（英语：WebbIE）

### 基於Gecko排版引擎
- Camino[4]
- Conkeror（英语：Conkeror）
- Galeon
- K-Meleon
- MicroB（英语：MicroB）
- Minimo
- Mozilla Firefox
  - AT&T Pogo（英语：AT&T Pogo）
  - CometBird（英语：CometBird）
  - Comodo IceDragon（英语：Comodo IceDragon）
  - Flock
  - Iceweasel
  - GNU IceCat
  - Netscape Browser 8
  - Netscape Navigator 9
  - Pale Moon（25版及以前使用Gecko引擎）
  - Timberwolf（英语：Timberwolf (web browser)）
  - Tor Browser
  - Swiftfox（英语：Swiftfox）
  - Swiftweasel
  - Waterfox
  - xB Browser

- Firefox for mobile

- Mozilla Application Suite
  - Beonex Communicator
  - Classilla（英语：Classilla）
  - Gnuzilla
  - Netscape
  - SeaMonkey

- Skyfire

### 基於Goanna排版引擎
- Pale Moon（從26版本開始使用Goanna引擎）
- Basilisk（英语：Basilisk (web browser)）

### 基於Gecko和Trident排版引擎
- Netscape Browser

### 基於Webkit和Trident排版引擎
- Maxthon

### 基於Gecko、Trident和Webkit排版引擎
- Avant Browser[5]
- Lunascape[6]

### 基於KHTML排版引擎
- Konqueror
- Konqueror Embedded

### 基於Presto排版引擎
- Internet Channel
- Nintendo DS Browser
- Opera（12.17版及以前使用Presto引擎）

### 基於WebKit排版引擎
- Amazon Kindle
- Arora
- BOLT browser（英语：Bolt (web browser)）
- Dolphin Browser
- Dooble
- Flock（從3版本開始使用WebKit引擎）[7]
- Firefox for iOS
- iCab
- Iris Browser
- Konqueror（從4版本開始使用WebKit引擎）[8]
- Maxthon
- Midori
- Nintendo 3DS  NetFront Browser NX
- OmniWeb
- OWB（英语：Origyn Web Browser）
- QtWeb（英语：QtWeb）
- QupZilla
- Roccat Browser（英语：Roccat Browser）
- Rekonq
- Safari
- PhantomJS
- Shiira
- Sleipnir
- SlimBrowser（英语：SlimBoat）
- Steel（英语：Steel (web browser)）
- Steam ingame browser
- surf（英语：surf (web browser)）
- Uzbl
- Web
- Nokia Browser for Symbian（英语：Web Browser for S60）
- webOS
- WebPositive（英语：WebPositive）
- xombrero（英语：xombrero）

### 基于Blink排版引擎
- Chromium
  - Brave
  - Comodo Dragon
  - Google Chrome（從28版本開始使用Blink引擎）
  - Microsoft Edge（從79版本開始使用Blink引擎）[9]
  - Opera（從15版本開始使用Blink引擎）[10]
  - 紅芯瀏覽器
  - Sleipnir
  - SRWare Iron
  - Torch
  - Vivaldi
  - Naver Whale
  - Yandex Browser

### 基於EdgeHTML排版引擎
- Microsoft Edge（44版及以前使用EdgeHTML引擎）

### 基於Mosaic
Mosaic是第一個被廣泛使用的網頁瀏覽器。國家超級電腦應用中心將技術授權，許多公司在Mosaic基礎上建立自己的網頁瀏覽器，最著名的例子是Internet Explorer以及Netscape的早期版本。
- AirMosaic
- AMosaic
- IBM WebExplorer
- InfoMosaic[11]
- Internet Explorer
- Mosaic-CK
- Netscape
- Spyglass Mosaic
- VMS Mosaic

### 其它
- Abaco（英语：Abaco (web browser)）
- Amaya
- Arachne（英语：Arachne (web browser)）
- Arena
- Ariadna (AMSD Ariadna)
- AWeb（英语：AWeb）
- Charon（英语：Charon (web browser)）
- Dillo
- DR-WebSpyder（英语：Arachne (Internet suite)）
- Embrowser（英语：Arachne (Internet suite)）
- Gazelle（英语：Gazelle (web browser)）
- IBrowse（英语：IBrowse）
- Mothra（英语：List of Plan 9 programs）
- NetPositive（英语：NetPositive）
- NetSurf
- Planetweb
- Qihoo
- Phoenix（英语：tkWWW）
- tkWWW（英语：tkWWW）
- Voyager（英语：Voyager (web browser)）

## 只能显示文字不能显示图形的
- Emacs/W3（英语：Emacs/W3）
- Line Mode Browser
- Links
  - ELinks（英语：ELinks）
- Lynx
- Net-Tamer（英语：Net-Tamer）
- w3m
- WebbIE（英语：WebbIE）